# Ramón Malla Call
Ramón Malla Call (La Seu d'Urgell, 4 september 1922 – Lleida, 18 april 2014) was een bisschop van Lerida. Van 1969 tot 1971 was hij tijdens een sedisvacatie apostolisch administrator van het bisdom Urgell en dus co-vorst van Andorra. Ramón Malla Call werd tot priester gewijd in Salamanca op 19 december 1948. Op 24 juli 1968 werd hij bisschop van Lerida. Op 19 december 1999 emeriteerde hij.